# رابرت گریگ
رابرت گریگ (انگلیسی: Robert Greig؛ ۲۷ دسامبر ۱۸۷۹ – ۲۷ ژوئن ۱۹۵۸) یک هنرپیشه اهل استرالیا - ایالات متحده آمریکا بود. او در بیش از ۱۰۰ فیلم معمولا در نقش پیشخدمت وظیفه‌شناس ظاهر شد.

## حرفه
رابرت گریگ در سال ۱۸۷۸ در نزدیکی ملبورن بدنیا آمد و در سال ۱۹۲۸ اولین برادوی خود را در اپرا، کنتس ماریتزا انجام داد. تولید بعدی او کمدی بیسکوییت حیوانی ۱۹۳۰، برادران مارکس بود که در آن او نقش «هایوز» قصاب را به تصویر کشید. وی در چندین اثر دیگر در برادوی اجرا کرد که آخرین آن در سال ۱۹۳۸ بود. گریگ به‌طور مداوم در فیلم‌ها کار کرد، مجدداً با برادران مارکس در نقش استاد زیست‌شناسی در چرندیات ظاهر شد (۱۹۳۲) و همچنین نفشی را در فیلم کوتاه جیترز قصاب در سال ۱۹۳۲ ایفا کرد. فیلم‌های برجسته ای که مانند کاوالید کاوالیرز (۱۹۳۴) با بازیگری برت ویلر و رابرت وولسی، تئودورا وحشی می‌شود(۱۹۳۶) و الجزایر (۱۹۳۸)، که در آن وی «جیروکس»، محافظ ثروتمند و ناخوشایند شخصیت هیدی لامار بود. در دهه ۱۹۴۰، گریگ بخشی از «شرکت سهام» غیررسمی پرستون استرجیس از بازیگران شخصیت بود، در شش فیلم که توسط استرجیس نوشته و کارگردانی شده بود، ظاهر شد. اجراهای وی در سفرهای سولیوان، بانو ایو و داستان پام بیچ، که در آن وی عضو «باشگاه ال و کویل» بود، از بهترین‌های وی بودند. آخرین فیلم گریگ عروس انتقام بود، که در آن او نقش غیرقابل توصیف یک «مشاور» را بازی کرد.

## مرگ
گریگ در ۲۷ ژوئن ۱۹۵۸ در ۷۸ سالگی در لس آنجلس درگذشت: او در گورستان صلیب مقدس در شهر کالور سیتی، کالیفرنیا به خاک سپرده می‌شود.

## فیلم‌شناسی
- بیسکوییت حیوانی (۱۹۳۰)
- Tonight or Never (۱۹۳۱)
- Beauty and the Boss (۱۹۳۲)
- چرندیات (۱۹۳۲)
- امشب عاشقم باش (۱۹۳۲)
- Jitters the Butler (۱۹۳۲)
- دردسر در بهشت (۱۹۳۲)
- Men Must Fight (۱۹۳۳)
- زن (۱۹۳۳)
- Easy to Love (۱۹۳۴)
- مادام دو باری (۱۹۳۴)
- Upper World (۱۹۳۴)
- Cockeyed Cavaliers (۱۹۳۴)
- کلایو هند (۱۹۳۵)
- The Bishop Misbehaves (۱۹۳۵)
- بی‌نوایان (۱۹۳۵)
- Folies Bergère de Paris (۱۹۳۵)
- تئودورا وحشی می‌شود (۱۹۳۶)
- زیگفلد کبیر (۱۹۳۶)
- لویدز لندن (۱۹۳۶)
- رز ماری (۱۹۳۶)
- دختر شهر کوچک (۱۹۳۶)
- Trouble for Two (۱۹۳۶)
- ماجراهای مارکو پولو (۱۹۳۶)
- تئودورا وحشی می‌شود (۱۹۳۶)
- الجزایر (۱۹۳۸)
- نمی‌توانی این را با خودت ببری (۱۹۳۸)
- برج لندن (۱۹۳۹)
- طبل‌ها با چرخش پا (۱۹۳۹)
- بانو ایو (۱۹۴۱)
- My Life with Caroline (۱۹۴۱)
- سفرهای سولیوان (۱۹۴۱)
- ماه و شش پشیز (۱۹۴۲)
- شب‌های عربی (۱۹۴۲)
- داستان پالم بیچ (۱۹۴۲)
- خانم پارکینگتون (۱۹۴۴)
- تصویر دوریان گری (۱۹۴۵)
- گناه هارولد دیدلباک (۱۹۴۷)
- Bride of Vengeance (۱۹۴۹)